# Roseodendron donnell-smithii
Roseodendron donnell-smithii là một loài thực vật có hoa trong họ Chùm ớt. Loài này được (Rose) Miranda miêu tả khoa học đầu tiên năm 1965.